# Monkey Island 2: LeChuck's Revenge
Monkey Island 2: LeChuck's Revenge je druhý díl série Monkey Island, počítačová hra typu Point and click adventura. Děj je zasazen do pirátského prostředí Karibského moře. Jako naprostá většina her od LucasArts je i tato obohacena silnou dávkou humoru

## Hlavní postavy
Detailnější popis postav celé série naleznete na stránce Svět série Monkey Island

### Guybrush Threepwood
- Více o Guybrushovi Threepwoodovi

Hlavní hrdina. Hráčem ovládaná postavička po celý děj hry. Guybrush o něco zestárl a většinu života tráví vyprávěním historek z prvního dílu. Časem se však opakování příběhu ohraje a tak je na čase najít nové zážitky.

### LeChuck
- Více o LeChuckovi

Zlý duch měl být zničen, ale místo toho se objevuje jako hnijící mrtvola, má pevné tělo a chce se pomstít za své utrpení.

### Largo LaGrande
- Více o Largovi LaGrande

Usurpátor, který terorizuje Scabb Island, kde hra začíná a tedy i Guybrushe, který kvůli jeho embargu nemůže odcestovat z ostrova za novým dobrodružstvím.

## Příběh
Příběh se odehrává od momentu, kdy Guybrush visí na laně v jakési jámě za jednu ruku a druhou drží velkou truhlici. V tom se do jámy na druhém laně spouští Elaine. I přes počáteční snahu se tomu vyhnout, jí Guybrush vypráví příběh, kterak se do jámy dostal.
Děj vyprávění (a vlastně hry celé) začíná na Scabb Islandu. Guybrush Threepwood je už pirátem a jeden z večerů tráví opět vyprávěním, jak zničil hrozného LeChucka. Ostatní piráti jsou už příběhem, který slyší dokola, unaveni a ptají se po nějakém novém zážitku. Guybrush prozradí, že právě kvůli tomu je na Scabb Islandu - hledá nové dobrodružství a ne ledajaké. Rozhodl se, že najde legendární pirátský poklad BigWoop

### Kapitola I. - Largo Embargo
Hned zpočátku se Guybrush dostává do problémů. Na Scabb Islandu potkává malého, ale zlého Larga. Ten "strašlivého piráta" Guybrushe okrade o všechno zlato a ještě mu oznámí, že na Scabb Island uvalil embargo - nikdo a nic nesmí ostrov opustit.
Při prozkoumávání ostrova Guybrush narazí na hřbitov, kapitána Dredda, přístav, kde je známá trojice pirátů s velmi pokleslou morálkou a také Voodoo Lady, která Guybrushovi poradí, že Larga se může zbavit pomocí voodoo panenky, ale potřebuje k tomu od Larga "něco z hlavy", "něco z šatů", "něco z těla" a "něco ze smrti".
Po obstarání jednotlivých ingrediencí Voodoo Lady připraví Guybrushovi magickou voodoo panenku Larga. S panenkou Largo není problém, stačí několikrát bodnout. Pak se ovšem Guybrush prořekne, že je to on, kdo zničil mocného LeChucka a Largo jej požádá, aby mu ukázal trofej - LeChuckovy vlající vousy. V mžiku se jich Largo zmocní a získává tak potřebnou ingredienci pro znovuoživení zlého piráta.
Voodoo Lady toto Guybrushovi potvrdí. Ačkoliv zničil LeChuckova ducha, jeho tělo stále někde existuje, tleje a je dosti kompostováno, ale stále jej lze oživit. S tím Guybrush už moc neudělá a tak se vrací k původnímu plánu - najít BigWoop. Najímá si loď kapitána Dredda a odplouvá z ostrova.

### Kapitola II. - Čtyři kousky mapy
Kapitán Dredd zná pouze 3 destinace - Scabb Island, Booty Island a Phatt Island. V tomto souostroví se odehrává další díl hry.
Guybrush potřebuje 4 kousky mapy, které jsou roztroušeny různě po tomto souostroví. Jeden má obchodník na Booty Islandu, další se nachází ve vile guvernérky Marleyové na Phatt Islandu, třetí je na tomtéž ostrově v části, kam se dá dostat jenom tunelem pod vodopády a navíc nad úkrytem mapy má dům Rum Roggers senior se kterým se Guybrush bude muset utkat v pití rumu. Čtvrtý dílek mapy má Stanův předek, který je ovšem už nějakou dobu pohřben na hřbitově na Scabb Islandu.
Získání všech čtyř kousků není vůbec jednoduché. Pro první se musí potápět hodně hluboko, vyhrát soutěž v plivání. Druhý doprovází smůla, kdy se setká s Elaine. Ta mu mapku vyhodí z okna, pak jí unese vítr a když už jí získá z vysokého útesu, odnese jí racek na vysoký strom. K třetímu dílku mapy vede cesta skrz vodopád, který je nutno zastavit a následně porazit přeborníka v pití rumu. Pro poslední část musí Guybrush navštívit Stana v jeho prodejně rakví, zatlouct jej do předváděného modelu, oživit jeho předka a tomu ještě splnit přání pro klid duše - vypnout sporák v jeho kiosku, což před smrtí už nestihl.
V závěru kapitoly Guybrush odnese kompletní mapu Wallymu, aby jako kartograf mapu rozluštil. Ten je však unesen LeChuckem a tak Guybrushovi zbývá jediné - nechá v bedně plné voodoo hadů adresované LeChuckovi naložit do nákladního auta a zaslat do LeChuckovi pevnosti.

### Kapitola III. - LeChuckova pevnost
Guybrush zde najde Wallyho. K tomu aby jej osvobodil z cely potřebuje klíč, který visí v kanceláři. Je to ovšem past a Guybrush i Wally se objevují nad nádrží kyseliny. Jakmile svíčka přepálí provaz oba zahynou. Naštěstí je Guybrush ze stejné dílny jako Indiana Jones a tak se jim daří utéct. Když ve tmě zapálí sirku, zjistí, že jsou ve skladišti TNT a neúmyslně tak zničí LeChuckovu pevnost.

### Kapitola IV. - Dinky Island
Zde se hlavní hrdina opět setkává s Hermanem, který je zde opět jako trosečník. Díky jeho papouškovi najde na ostrově velké "X", které nemůže znamenat nic jiného než velký poklad. Pro proražení použije dynamit. Výbuch zaslechne i guvernérka Elaine v jejím sídle a vydává se na Dinky Island.
Mezitím Guybrush se dostává do výchozí pozice, tedy visí za provaze v propasti a v druhé ruce drží truhlu. Když příběh dopoví, lano praskne s padá do hlubin. Je v podzemních skladištích a je zde i LeChuck se speciální voodoo panenkou Guybrushe. Naštěstí mu nefunguje jak má a tak místo poslání Guybrushe do jiné dimenze jej vždy teleportuje akorát do vedlejší místnosti. Navíc Guybrushovi prozradí, že jsou bratři.
Guybrush zkusí použít kořenové pivo, které najde. To ale funguje jenom na duchy a nikoliv na tlející mrtvoly. Narychlo tedy posbírá potřebné ingredience a vytvoří voodoo panenku LeChucka. Když panence utrhne nožičku, LeChuck se složí a poprosí Guybrushe ať přistoupí blíže a sundá jeho masku, aby viděl svého bratra. Guybrush zjišťuje, že LeChcuk je jeho starší bratr Chuckie. V tom je vyruší údržbář a vyvede oba ven, kde je zábavní park a netrpělivě na ně čekají rodiče. Z obou dřívějších rivalů jsou kluci a celá rodinka odchází se pobavit na nějaké atrakce do zábavního parku s názvem BigWoop.

## Zajímavosti ve hře
Jako snad v každé jiné i v tomto titulu si LucasArts dělají legraci ze sebe, z ostatních svých i cizích her a v neposlední řadě i z filmů LucasFilm.

### Hvězdné války
"Guybrush, I'm your BROTHER!" a "Guybrush... -glack- Come over here. I want to you... -gag- ...take my mask off -choke- ...see the TRUE face of your brother". To jsou fráze ze hry, které někomu mohou být dosti povědomé. Jde totiž o parodii na Star Wars, kdy Darth Vader sdělí Lukovi, že je jeho otec nebo chce aby mu Luke sundal masku, než zemře.

### Indiana Jones
V tomto dílu lze najít opravdu mnoho narážek na Indiana Jonese, zde je výčet některých z nich:
- Ve vetešnictví je v nabídce bič Indiana Jonese, ale nelze jej koupit
- Na Scabb Islandu najdete kapitánku Kate Capsize, což je napodobenina Kate Capshaw, hlavní postavy z filmu Indiana Jones a chrám zkázy
- V knihovně se nachází kniha "X Never Marks the Spot", napsal Indiana Jones
- Když se Guybrush propašuje do LeChuckovy pevnosti, vyleze z krabice a pronese "Nesnáším hady!"[2], stejně jako Indiana Jones. Ve skutečnosti Guybrush nesnáší porcelán

### Kde je Monkey Island?
Pokračování proslulé série je zajímavé také tím, že v celé hře Monkey Island 2 se samotný Monkey Island vůbec nevyskytuje.

### Česká parodie druhého dílu
V Česku vznikla parodie, nahrazující tento druhý díl série, pod názvem Tajemství Oslího ostrova. Guybrush je zde stejně oblečen příběh stejně navazuje na první díl (The Secret of Monkey Island), ale česká verze vznikla až v roce 1994.

### Piráti z Karibiku
Stejně jako pro první díl i zde čerpal Ron Gilbert inspiraci u Pirátů z Karibiku. Je tomu tak třeba ve scéně, kdy je Guybrush uvězněn a kostí musí nalákat hlídacího psa s klíčem.